# Muraille de Chester
La muraille de Chester est une muraille défensive historique entourant la ville de Chester, en Angleterre. Les origines de remparts défensifs entourant la ville datent du Ier siècle, lorsque l'Angleterre était la province romaine Britannia et Chester la forteresse légionnaire Deva Victrix. Ces remparts étaient alors construits à partir de terre et de bois. La muraille actuelle date en grande partie du Moyen Âge et de l'époque victorienne, bien que certaines de ses plus anciennes sections remontent à 120 apr. J.-C. et ses plus récentes datent de 1966. La muraille est classée aux monuments historiques (listed building) de catégorie I (Grade I) du Royaume-Uni.